# Araricá
Araricá ist eine Stadt mit etwa 5600 (Stand 2018) Einwohnern im Bundesstaat Rio Grande do Sul im Süden Brasiliens. Sie liegt etwa 60 km nordöstlich von Porto Alegre. Benachbart sind die Orte Novo Hamburgo, Sapiranga, Nova Hartz, Parobé und Taquara. Ursprünglich war Araricá Teil der Munizipien Nova Hartz und Sapiranga. Sie ist Teil der Metropolregion Porto Alegre.

## Klima
|                      | Januar | Februar | März | April | Mai  | Juni | Juli | August | September | Oktober | November | Dezember |
| -------------------- | ------ | ------- | ---- | ----- | ---- | ---- | ---- | ------ | --------- | ------- | -------- | -------- |
| ø. Temperatur (°C)   | 24.8   | 24.7    | 23.4 | 20.7  | 16.9 | 14.8 | 14   | 15.6   | 17.1      | 19.5    | 21.3     | 23.6     |
| Min. Temperatur (°C) | 20.9   | 21      | 19.8 | 17    | 13.5 | 11.3 | 10.2 | 11.4   | 13.3      | 15.7    | 17.1     | 19.4     |
| Max. Temperatur (°C) | 29.5   | 29.3    | 27.8 | 25.1  | 21.2 | 19.4 | 18.8 | 20.9   | 22        | 24.2    | 26.3     | 28.6     |
| Niederschlag (mm)    | 144    | 135     | 117  | 116   | 109  | 116  | 136  | 121    | 150       | 174     | 132      | 130      |
| Luftfeuchtigkeit(%)  | 74%    | 76%     | 77%  | 78%   | 80%  | 82%  | 81%  | 79%    | 77%       | 77%     | 73%      | 72%      |
| Regentage (Tg.)      | 11     | 10      | 9    | 8     | 7    | 7    | 7    | 7      | 8         | 9       | 8        | 9        |
| Sonnenstd. (Std.)    | 9.0    | 8.5     | 7.7  | 6.7   | 6.0  | 5.7  | 6.1  | 6.6    | 6.7       | 7.3     | 8.6      | 9.3      |